# Дневникът на една камериерка
 Тази статия е за романа на Октав Мирбо.  За филма от 1964 година вижте Дневникът на една камериерка (филм).  
Дневникът на една камериерка (на френски: Le Journal d’une femme de chambre) е роман, написан през 1900 г. от френския писател Октав Мирбо.

## Превод на български език
- Гнило общество, 1909 – 1921.
- Дневникът на една камериерка, 1909 – 1985 –1992.

## Екранизации
През 1946 г. романът е екранизиран от режисьора Жан Реноар с участието на Полет Годар и Бърджис Мередит.
През 1964 г. книгата е екранизирана от режисьора Луис Бунюел във филма „Le Journal d’une femme de chambre“ (Дневникът на една камериерка).
Селестин (Жана Моро) е камериерка, чиято нова работа е в богато провинциално имение. Селестин попада в живота на едно странно семейство: г-н Робур (Жан Озен), неговата дъщеря (Франсоаз Люган) и съпругът ѝ г-н Монтей (Мишел Пиколи). Селестин бързо научава, че г-н Робур е безобиден фетишист, дъщеря му е фригидна жена насочила вниманието си към семейното обзавеждане. Пренебрегнатият съпруг, г-н Монтей на свой ред не може да държи ръцете си далеч от прислужниците. Мъжът, който се грижи за фермата, Жозеф (Жорж Жере), проявява интерес към Селестин, както и към фашистката идеология. Селестин решава да напусне работа, но около имението е извършено убийство. От наблюдателния поглед на Селестин не убягва особеното поведение на Жозеф. Тя смътно го подозира в убийство. В търсене на истината става негова любовница...
Филмът получава награда от Международния филмов фестивал в Карлови Вари през 1964 г., в категорията – най-добра актриса за ролята на Жана Моро.
През 2015 г. е екранизиран отново от режисьора Беноа Жако с участието на Леа Сейду и Винсент Линдон.